# Ernest Glover
Pour les articles homonymes, voir Glover.
Ernest Glover (né le 19 février 1891 à Sheffield — 13 avril 1954 à Sheffield) est un athlète britannique spécialiste du fond. Affilié au Hallamshire Harriers, il mesurait 1,80 m pour 68 kg.

## Biographie

### Palmarès
| Date | Compétition           | Lieu      | Résultat | Épreuve          | Performance |
| ---- | --------------------- | --------- | -------- | ---------------- | ----------- |
| 1912 | Jeux olympiques d'été | Stockholm | 3e       | Cross par équipe | 49 pts      |
| 1913 | Cross des nations     | Juvisy    | 2e       | Cross-country    |             |
| 1914 | Cross des nations     | Amersham  | 3e       | Cross-country    |             |

### Records
| Épreuve       | Performance   | Lieu | Date |
| ------------- | ------------- | ---- | ---- |
| 5 000 mètres  | 15 min 22 s 6 |      | 1912 |
| 10 000 mètres | 31 min 48 s 2 |      | 1913 |